# Fevillea
Fevillea é um género botânico pertencente à família Cucurbitaceae.

## Espécies
| - Fevillea albiflora - Fevillea amazonica - Fevillea cordifolia - Fevillea deltoidea - Fevillea harmsii - Fevillea hederacea - Fevillea javilla - Fevillea karstenii - Fevillea marcgravii | - Fevillea monosperma - Fevillea moorei - Fevillea passiflora - Fevillea pedata - Fevillea pedatifolia - Fevillea pergamentacea - Fevillea peruviana - Fevillea punctata - Fevillea scandens | - Fevillea simplicifolia' - Fevillea tamnifolia - Fevillea tomentosa - Fevillea triangularis - Fevillea triloba - Fevillea trilobata - Fevillea triphylla - Fevillea uncipetala |

## Classificação do gênero
| Sistema | Classificação                     | Referência               |
| ------- | --------------------------------- | ------------------------ |
| Linné   | Classe Monoecia, ordem Syngenesia | Species plantarum (1753) |